# Інформаційний продукт
Інформаці́йний проду́кт — документована інформація, підготовлена відповідно до потреб користувачів і представлена у вигляді товару. Інформаційними продуктами є програмні продукти, бази і банки даних та інша інформація.

## Загальна характеристика інформаційного продукту
Інформаційний продукт — дані, призначені для задоволення інформаційних потреб користувача, у тому числі програмний продукт. Інформаційні документи є основними видами інформаційної продукції.
Інформаційний документ — це один із найпоширеніших засобів подолання труднощів на шляху доведення інформації до споживача в умовах інформатизації суспільства. Вони є результатом наукової (аналітико-синтетичної) обробки документів, здійснюваної з метою ознайомлення вчених, фахівців з новітніми вітчизняними і зарубіжними досягненнями для орієнтування споживачів у документних потоках, масивах, ресурсах і фондах, що функціонують у суспільстві, обсяги яких усе більше зростають. Інформаційні документи зараховують до групи вторинних документів.
Інформаційний документ (ІД) — це документ систематизованих або узагальнених відомостей про опубліковані чи неопубліковані дані з першоджерел, виготовлений організаціями, які здійснюють науково-інформаційну діяльність. Інформаційні документи містять систематизовані знання про первинні опубліковані й неопубліковані документи у формі описів, анотацій, рефератів на окремі документи або у формі оглядів групи документів певної тематики чи виду (статті, книги, нормативно-технічна документація, звіти про науково-дослідні і дослідно-наукові роботи, депоновані рукописи, дисертації, ресурси Інтернет тощо).
Відмінною рисою інформаційного документа є компактність передачі змісту первинного документа. Зокрема, реферат у 40, анотація в 100, а бібліографічний опис у 250 разів компактніші від статті чи іншого документа, на який вони складаються. Окремі види інформаційних документів мають певні відмінності, специфічні риси. Вони відрізняються за глибиною згортання інформації, за методами її викладу, за тим, є чи немає оціночного підходу до інформації, що обробляється тощо. Є відмінності в цільовому призначенні інформаційного документа: він призначений лише для орієнтації в документному масиві, для ухвалення управлінських рішень тощо.
У свою чергу, інформаційний документ може бути не лише вихідним, а й похідним для дальшої наукової обробки і створення документів вищого рівня згортання: огляд вторинних документів, покажчик вторинних документів, реферат, анотація, предметна рубрика, ключове слово, індекс УДК і ББК, авторський знак і т. ін. Інформація, отримана внаслідок наступної обробки інформаційного документа, належить до третього, четвертого, п'ятого і т. д. рівнів її згортання. Результатом згортання є метаінформація або метадані, тобто відомості найвищого рівня згортання. Однак ці риси є варіативними, вони не змінюють суті інформаційного документа. Використання ІД дає змогу встановлювати походження і місцеперебування первинного документа, авторство і час виникнення як самого документа, так і включених до нього відомостей і фактів. Широка доступність, компактність, зручність у користуванні, стислість і, разом з тим, змістовність викладу, багатоаспектний характер роблять інформаційний документ незамінним засобом задоволення різноманітних інформаційних потреб користувачів.
Досі немає єдиної класифікації ІД, яка б поділяла їх на види за певними ознаками. ІД як один видів документованої інформації підлягає загальній класифікації документів, заведеній у документознавстві: за характером знакових засобів; за мірністю запису інформації; за призначенням для сприйняття; за каналом сприйняття людиною; за рівнем поширення; за способом документування; за рівнем узагальнення інформації; за матеріалом носія інформації; за матеріальною конструкцією носія інформації; за регулярністю виходу в світ; за часом виходу в світ; за походженням.
У документному потоці інформаційні документи вирізняють серед інших видів документів за ознакою аналітико-синтетичної переробки інформації або за рівнем узагальнення інформації. За цією ознакою розрізняють первинні та вторинні документи. ІД зараховують до вторинних документів. У свою чергу, інформаційні документи поділяють на види, підвиди, різновиди і типи за специфічними ознаками, характерними для окремих груп ІД.
До інформаційних документів висуваються такі вимоги:
- актуальність і достовірність наведених у них відомостей;
- вичерпна повнота вітчизняних і зарубіжних джерел;
- компактність викладу;
- оперативність підготовки (період часу від моменту появи відповідного первинного документа до моменту виходу вторинного документа).[2,c.285]

## Види інформаційних продуктів
Найпоширенішою є класифікація ІД за цільовим призначенням і характером інформації. За цією ознакою ІД поділяють на бібліографічні, реферативні, оглядові, аналітичні та оглядово-аналітичні.
Бібліографічний документ — це інформаційний документ упорядкованої сукупності бібліографічних записів.
Реферативний документ — це інформаційний документ сукупності бібліографічних записів, включно з рефератами.
Реферат — це короткий виклад змісту документа чи його частини, що включає основні фактичні відомості та висновки, необхідні для початкового ознайомлення з документом.
Оглядовий документ — це інформаційний документ одного чи кількох оглядів, які відображають підсумки аналізу та узагальнення відомостей з різних джерел. Основну складову документа становить огляд — концентрований виклад змісту сукупності документів з певної теми за певний проміжок часу.
Аналітичний документ — це інформаційний документ, що є результатом аналізу, синтезу й оцінювання змісту значної кількості первинних документів з певної теми (проблеми) за певний проміжок часу. Часто такі ІД називають оглядово-аналітичними. Такий поділ ІД на види є достатньо умовним, позаяк більшість з них поєднують у собі всі методи аналітико-синтетичної обробки первинних документів.
Оглядово-аналітичний документ (ОАД) — документ, що є результатом аналітико-синтетичної обробки сукупності документів з певної проблеми (теми, питання), містить зведену згорнуту та узагальнену характеристики взаємопов'язаних об'єктів, фактів, явищ, подій [2,c.287].

## Методи підготовки інформаційних продуктів
Різноманітні інформаційні документи об'єднані цільовим призначенням і методикою підготовки. Загалом уже склалася певна методика підготовки інформаційних (вторинних) документів: загальна (для всіх
видів) та часткова (для певного виду).
Загальна методика підготовки інформаційного документа охоплює такі послідовні операції:
- уточнення інформаційної потреби споживача (споживачів) інформації, визначення кола і послідовності перегляду джерел;
- визначення цільового призначення інформаційного документа, який відповідає інформаційному запиту споживача;
- бібліографічний пошук і відбір існуючих інформаційних документів, що відповідають запиту споживача з метою відбору релевантних і пертинентних документів;
- по можливості повне виявлення первинних документів, профільних з інформаційним запитом споживача (інформаційна розвідка, попередній аналіз документів);
- критеріальний аналіз виявлених первинних документів та диференціація їх на «потрібні — непотрібні», відбір необхідних для здійснення аналізу і синтезу їх (проміжний аналіз);
- всебічний аналіз змістових і формальних характеристик первинного документа (документів) для безпосереднього включення в процес аналітико-синтетичної обробки (остаточний аналіз);
- логічне перетворення вилучених даних з метою отримання нової синтезованої інформації про предмет створення вторинного документа;
- визначення структури та послідовний виклад змісту вторинної інформації в інформаційному документі[1,c.272].

Розглянемо докладніше кожну операцію, пов'язану зі створенням інформаційного (вторинного) документа. Вихідним для створення інформаційного документа є конкретний інформаційний запит споживача (споживачів), який відображає його потребу у вторинній інформації. Для того щоб мати повне уявлення про інформаційну потребу, створюють особливий пошуковий образ запиту (ПОЗ), який поєднує: чітке словесне (вербальне) формулювання змісту інформаційної потреби, її межі (тобто діапазон тематичних характеристик, формальних аспектів), глибину запиту (історія та (або) сучасний стан розвитку теми, проблеми, науковий і (або) науково-популярний рівень її викладу в первинних документах тощо).
Кожний первинний і вторинний документ має свій конкретний набір специфічних ознак, що створюють пошуковий образ документа: певний семантичний зміст, виражений у назві і в тексті, цільове призначення й
адресність, характер інформації, автор (його авторитет), рік видання, місце виходу у світ та інші характеристики. Пошуковий образ документа (ПОД) — це узагальнена програма конкретного документа, його
інформаційна формула. Відбір первинних документів для створення вторинних документів здійснюють шляхом зіставлення ПОЗ і ПОД. Таке порівняння динамічне, у ньому пошукові образи перебувають у зіставленні, взаємодії, взаємовпливі (ПОЗ<->ПОД). Результатом цього є рішення про вилучення первинного документа з потоку чи масиву для його всебічного аналізу та синтезу з метою включення згорнутої інформації до інформаційного документа, який містить інформацію вторинного рівня згортання. Відповідність у системі ПОЗ<->ПОД може бути частковою і повною. Показником такої відповідності є релевантність — смислова відповідність між інформаційним запитом і отриманим повідомленням.
Рівень релевантності залежить від різних варіантів відповідності ПОЗ і ПОД. Можливі кілька варіантів зв'язку:
- зв'язок «тотожність» — повний збіг усіх параметрів і характеристик образів запиту і документа: документ стає пріоритетним для споживача порівняно з іншими;

- зв'язок «включення»: ПОЗ є ширшим, ніж ПОД, документ підлягає науковій обробці;

- зв'язок «підпорядкування»: ПОД є релевантним, але ширшим за основними характеристиками, ніж програма ПОЗ. Такий первинний документ несе споживачеві надлишкову інформацію, створює інформаційний «шум»

- потрібну інформацію можна вилучати із частини документа;

- зв'язок «перетинання»: збігаються лише окремі елементи ПОЗ і ПОД. У такому разі до вторинного документа включають лише частину оригінальної інформації за профілем запиту;

- зв'язок «схожість»: програма ПОД і ПОЗ близькі одна до одної. Такий зв'язок враховують, коли відбирають первинні документи із суміжних галузей знання;

- зв'язок «відмінність», коли ПОД і ПОЗ не мають загальних характеристик, тому первинний документ вилучають з процесу наукової обробки з метою створення вторинного документа.[7,c.152]

Основним джерелом відомостей про первинні документи для виявлення та відбору їх є бібліографічні покажчики, БД, бібліотечні (карткові та електронні) каталоги. Саме в них створюють ПОД. Якість відбору первинних документів буде тим вищою, чим повнішою є інформаційна формула кожного документа. Вона підвищується в такій послідовності: бібліографічний опис -> бібліографічний опис з анотацією -> бібліографічний опис з рефератом.
Виявлення первинних документів (або так звана інформаційна розвідка) дасть змогу по можливості якомога повніше визначити основне коло документних джерел інформації, що відповідають профілю інформаційних запитів споживачів: вітчизняних, зарубіжних, нових, за минулі роки тощо. Саме такий вичерпний масив з теми може стати об'єктом проміжного аналізу, поділу документів на «потрібні — непотрібні».
Всебічне вивчення змістових і формальних характеристик первинних документів «сіє ліги» дає можливість виявити ті з них, які відповідають набору пошукових ознак інформаційної потреби. До таких основних ознак належать: інформативність документа, новизна, плюралізм, повнота й обсяг релевантної інформації, актуальність. Інформативність документа — це кількість і якість інформації, цікавої для споживача. Основним показником інформативності є новизна інформації [8,c.80].
Критерій новизни, оригінальності документа має, як правило, подвійне значення: інформація може бути новою з погляду поінформованості споживача і з погляду розвитку тієї чи іншої галузі. У другому випадку інформацію називають оригінальною, первинною, такою, що не має аналогів у своїй сфері. Саме новизна інформації з погляду розвитку науки, техніки, економіки, культури є основним критерієм інформативності документа. Перевагу надають узагальнювальним документам, які підсумовують розвиток наукових, прикладних та інших досліджень. Беруть до уваги територіальні, хронологічні ознаки, характер викладу матеріалу, місце видання, установу, що видала документ, його цільове і читацьке призначення: якій групі споживачів його адресовано, для вирішення яких завдань його можна використати. Велике значення має ім'я автора, його авторитет. Якщо автор відомий як видатний фахівець або вчений, кожна публікація якого робить певний внесок у науку, мистецтво і т. ін., імовірність відбору документів саме цього автора є високою. Пріоритет надають документам, що мають підвищений попит користувачів. Враховують також кількість посилань на них у наукових виданнях, характер оцінок їх у критиці з боків опонентів, частоту анотування книг і статей у реферативних журналах, бібліографічних покажчиках. Виявити кількість посилань на певний документ можна, наприклад, за покажчиками цитованої літератури, які видають у різних країнах світу. При цьому слід враховувати масштаби розповсюдження їх: місцевий, регіональний, національний, зарубіжний, відомчий тощо. У масиві виявлених джерел відбирають, як правило, те, що містить найбільшу кількість релевантних ідей з проблеми (теми) порівняно з іншими, поданих з високою інформативною компактністю, щільністю. Основна вимога — отримати максимум інформації при мінімумі тексту, малій кількості документів, забезпечити компактність і високу інформаційну місткість вторинного документа. Якщо з певної теми є кілька первинних документів, перевага надається тим із них, які мають найповніший обсяг профільної оригінальної інформації. Остаточно відбираючи первинні документи, їх відчужують від документного потоку чи масиву [3,c.460].
Остаточний аналіз первинних документів здійснюють шляхом всебічного виявлення змістових і формальних характеристик для синтезування, тобто поєднання виявлених під час аналізу розрізнених фактів і частин предмета, а також встановлення їхніх логічних і структурних зв'язків з метою пізнання предмета як єдиного цілого. Синтезування як виявлення і перетворення наявної інформації у явну і навпаки можна здійснювати за індуктивним і дедуктивним методами. Суть індуктивного методу полягає в переході від окремих фактів, часткових рішень, ситуативних обставин до узагальнення їх і створення на цій основі загальної і повної картини з проблеми (теми), що вивчається. Дедуктивний метод синтезування передбачає перехід від знання загальніших положень до знання менш значущих, поодиноких фактів тощо.
Теоретичною основою синтезування є закони, за допомогою яких розрізнений фактичний матеріал набуває єдиного смислового змісту. У такий спосіб встановлюють дійсне значення одиничних випадкових фактів, положень, явищ, процесів. У процесі семантичного (змістового) і структурного аналізу та синтезу первинної інформації утворюється нова вторинна інформація, за допомогою якої можна визначити тенденції розвитку науки, техніки і виробництва. Інформування споживачів у масиві первинних документів у згорнутому, узагальненому вигляді дає змогу, по-перше, підвищити науковий рівень прийняття управлінських та інших рішень; по-друге, знизити вартість наукових і практичних розробок; по-третє, скоротити термін дослідження або прийняття рішення [4,c.188-190].
Оціночні фактори синтезування інформації відіграють важливу роль у вирішенні наукових і практичних завдань, визначають форму і зміст інформаційних документів. До них належать: цільове призначення, тематичні межі, рівень узагальнення, глибина згортання інформації.[4,c.193]
Цільове призначення інформаційного документа визначається метою, яку ставить перед собою споживач. Інформаційні потреби споживача для вирішення конкретних завдань можуть бути різними:
- скласти уявлення про зміст первинних документів з теми (проблеми), яка його цікавить, з метою відбору цінних джерел для вивчення;

- оцінити стан і шляхи розвитку певної галузі науки або практичної діяльності з метою визначення значущості завдання, що вирішується, в колі інших проблем;

- використати в здійснюваній роботі новітні досягнення своєї та інших галузей науки, техніки, культури, мистецтва з метою підвищення ефективності створюваної технології, методики, моделі тощо;

- привернути увагу до проблеми, що вивчається, з метою показу позитивних і негативних сторін здійснюваних досліджень;

- оцінити інформаційну ситуацію в конкретній галузі науки з метою визначення найперспективніших напрямів вирішення поставлених завдань;

- визначити досягнутий рівень розвитку конкретної галузі науки і техніки й порівняти з ним рівень виконаної роботи;

- встановити наукову значимість теорій, концепцій, гіпотез, практичних рішень з метою використання їх у вирішенні конкретного завдання;

- виявити тенденції розвитку базової і суміжних галузей науки, техніки, економіки, управління, культури і визначити оптимальні показники соціальної, економічної, технологічної ефективності запропонованих рішень [5,c.112].

Рівень згорнутої інформації визначають за характером інформаційної потреби споживача і вимірюють відношенням обсягу інформаційного документа до загального обсягу розглянутих першоджерел. На рівень узагальнення впливають також такі чинники: широта тематичних інтересів споживачів, на які розрахований вторинний документ; щільність потоку документної інформації; час, який споживач може виділити для виявлення та вивчення інформації. Відповідно до інформаційного запиту (потреби) споживача визначають зміст, рівень згортання, характер вторинної інформації, форму її подання, види інформаційних документів, часткову методику створення їх. Загальну методику, яку застосовують для створення інформаційних документів, використовують і в процесах пізнавальної діяльності. Більшості видів інформаційних документів властиві елементи наукової, інтелектуальної праці. Однак визначальним критерієм, що дає змогу виділити інформаційні документи із сукупності інших документів-результатів науково-пізнавальної діяльності, є їхнє цільове призначення. Завдання інформаційних документів — допомогти споживачеві в пошуку необхідної первинної інформації; сконцентрувати його увагу на найважливіших джерелах, підготувати основу для виходу з проблемної ситуації шляхом надання її інформаційної моделі. Таким чином, цільову установку створення інформаційних документів визначають тим, як вони виконують допоміжну функцію стосовно сфери, що обслуговується [5,c.112]. Інформаційні джерела постачають споживачів фактами, даними, інформацією, необхідними для вирішення наукової, практичної проблеми чи прийняття управлінського рішення. Отже, сутнісні властивості інформаційного документа дають змогу розглядати його як результат переробки вихідної інформації, що сприяє переходу її на вторинно-документальний рівень шляхом створення похідного (вторинного) документа. Інформаційний документ звичайно має типову структуру: обов'язкову — основну частину і вихідні дані; факультативну — довідково-бібліографічний апарат і додаткові відомості. Довідково-пошуковий апарат, як правило, включає: зміст, передмову, рекомендації з використання, вступну статтю, схему класифікації, систему посилань, список використаних джерел, список скорочень, допоміжні покажчики. У передмові викладають завдання і вказується вид документа, його цільове і читацьке призначення, принципи відбору і групування інформації, періодичність видання, відомості про довідково-пошуковий апарат, правила використання, порядок поширення й отримання первинних документів або їхніх копій. Схема та індекси класифікації УДК і ББК, предметні рубрики, система посилань допомагають зорієнтуватися у вторинному документі [8,c.80].